# Амба (альбом)
«Амба» — седьмой студийный альбом российской группы «Мумий Тролль».

## Об альбоме
На церемонии MTV Russia Music Awards 2007 группе вручили специальный приз «Легенда MTV». Там Илья Лагутенко сказал, что в скором времени будет выпущен новый альбом. О работе Илья Лагутенко говорил: «Эта пластинка - то, чем мы занимаемся каждый день. Там нет экспериментов и нет технологий. Это музыка, которую делают четыре человека на сцене, вот и всё». Альбом записывался и в Москве, и в США, и в ЮАР, а в записи участвовал Кубанский казачий хор. Альбом, по признанию Ильи, был сыгран «вживую» практически с первого дубля, всего три инструмента и вокал. Все альбомы до этого записывались небольшими частями в студии, и затем шла долгая процедура аранжировки и сведения.

### Название
Название альбома Илья Лагутенко позаимствовал из фильма Акиры Куросавы «Дерсу Узала». «Амба» на древнем языке обозначает «тигр», «бог тайги». И, кстати, говоря тигр, о котором идет речь, амурский. Таким образом группа также привлекает внимание к проблеме этого малочисленного вида животных.

## Продвижение и релиз
Появление новой пластинки Мумий Тролля послужило поводом для уникального сотрудничества в сфере «музыкального брендинга». «Мотто» разработало идеологическую платформу: концепт, логотип и айдентику – для продвижения альбома «Амба». Все коммуникации, связанные с новым концептуальным произведением группы: оформление альбома, промосайт , мерчендайзинг, оформление концертов – базируются на этой основе и выдержаны в едином «амба-стиле». Марк Кестельбойм, креативный директор «Мотто», отмечал, что «в альбоме «Амба» есть определенная социальная миссия, сверх-идея. На жаргоне «амба» значит - «всему конец», а на одном из дальневосточных языков «амба» - это «тигр». Мы увидели в таком сочетании противоположность, некий парадокс. И в созданном нами мире, Амба – амбивалентна. Это ни добро, ни зло, Амба – это хаос, и Амба – это тигры, которые хранят этот хаос в себе. Полоски у тигров – это символ объединения гармоничного и хаотичного, чередование света и тьмы. Мы говорим в нашей легенде – если тигров станет мало, наступит Амба, конец. В какой-то степени сам Мумий Тролль является «белым тигром» отечественной сцены, таким редким созданием, другим, непохожим на других. И все эти идеи можно было реализовать лишь с таким неординарным артистом».

## Реакция критики
В целом альбом получил смешанные отзывы от критиков. Гуру Кен в своей рецензии для деловой газеты «Взгляд» дал оценку 6 из 10, отметив, что «складывается подозрение, будто Лагутенко выпустил «Амбу» только потому, что сочинил два хита – «Ru.Da» и «Бермуды». Остальное подсыпано в качестве наполнителя. Однако в наше немелодичное время сочинить пусть даже два трека, которые могут стать хитами на самых разных радиостанциях, – уже много».
Кирилл Сорокин из «Rolling Stone» назвал альбом «неожиданно роковой пластинкой от главного маньериста страны». Он также отметил, что альбом является реминисценцией на предыдущие работы группы: «Амба» — это своего рода внутренняя империя, сотканная из уже привычных кривляний, гримас и перемигиваний с самим собой. (Так, строка «портрет, где я и бабочки, в идиотской рамочке» явно намекает на обложку пластинки «Меамуры», а песня «Когда ты была» — то ли авторемейк собственной же «Девочки» десятилетней давности, то ли перефраз цоевской «Восьмиклассницы»).
На сайте музыкального журнала Apelzin альбом получил оценку 5 из 5, где назвали «Амбу» пожалуй, лучшим альбомом группы «Мумий Тролль». Живой, позитивный, драйвовый. На пластинке нет ни одного лишнего звука, ни одного длинного соло, нет бесконечно повторяющихся припевов. Открывает пластинку «Ru.Da», первый сингл с социальным подтекстом. Вслед за ним «Как будто», этакая исповедь Лагутенко, объяснение всех тех неудач, что преследовали группу последнее время. Сразу же за ней «Бермуды», очередной суперхит группы, который будет исполняться ещё многие годы. «Ядовитая звезда», будто бы взята с «Икры», образец того, каким мы полюбили эту группу. «Банды» – самый неформатный для Троллей трек. Почти шансон, скрещенный с рок-хитом и приправленный фирменной лагутенсковской словоересью. «И если честно» можно посвятить всем прошлым подругам Лагутенко. Бытовая песня о расставании на утро в руках Троллей превратилась в шикарную балладу. Трек «Когда ты была» ещё один камбек в прошлое, своеобразное продолжение «Девочки» 97 года выпуска. Девочка уже стала женщиной, вышла замуж, родила детей. Песня явно адресована первому поколению поклонниц Лагутенко, и о них Илья отзывается с нежностью, любовью и легкой грустью. «Королева рока» и «Свидетели» результат любимой игры лидера Мумий Тролля в переставлении слов в предложении и связывании несвязуемого. Закрывает альбом «Гори. Это все», самая грустная и безнадежная песня альбома, реквием самому себе. Но Мумий Тролль не был бы Мумий Троллем, если бы закончил пластинку на такой ноте».

## Список композиций
| №   | Название          | Длительность |
| --- | ----------------- | ------------ |
| 1.  | «RU.DA»           | 4:10         |
| 2.  | «Как будто»       | 3:55         |
| 3.  | «Бермуды»         | 3:27         |
| 4.  | «Ядовитая звезда» | 2:58         |
| 5.  | «Банды»           | 2:39         |
| 6.  | «И если честно»   | 3:30         |
| 7.  | «Когда ты была»   | 2:38         |
| 8.  | «Королева рока»   | 3:05         |
| 9.  | «Свидетели»       | 3:01         |
| 10. | «Гори. Это всё»   | 15:23        |

- Подарочное издание
- Концерт в Village Studio
- Альбом «Амба» в формате mp3
- RU.DA (видеоклип)
- Фотоальбом

## Участники записи
Мумий Тролль
- Илья Лагутенко — вокал, клавишные, сэмплы, гитара, автор
- Юрий Цалер — соло-гитары, клавишные, бас-гитара
- Евгений Звиденный — бас-гитара, клавишные
- Олег Пунгин — ударные, перкуссия, программирование, клавишные
- Все песни: И. Лагутенко
- Продюсеры: Илья Лагутенко и Павло Шевчук
- Аранжировки: Мумий Тролль
- Студии: Студия РУ.ДА (Москва), Sunset Recording (ЮАР), Village recording (США)
- Инженеры записи и сведения: Павло Шевчук, Daniel Leffler
- Ассистенты: Ghian Wright, Jurgen von Wechmar, Дмитро Плавшудин
- В записи также участвовали: Государственный академический ордена Дружбы Народов Кубанский казачий хор (2, 4); Xixxel (ЮАР) — бэк вокал (2, 10); Jenny Rodriguez — jumping samples (10); синтезаторы — Павло Шевчук, крик души — Scott Thomas (1)
- Мастеринг: Vlado Meller (Sony Music Studios)
- Дизайн обложки: Motto (www.motto.com.ua) Mark Kestelboym, Василий Смирнов, Анна Маколкина, Николай Погорелый, Андрей Арбенин
- Фото: Giuliano Bekor (www.giulianobekor.com)